# Indie Hoy
Indie Hoy es un medio cultural creado en 2008 con base en Buenos Aires, Argentina, que se edita diariamente a través de internet. Está principalmente dedicado a la crítica y comentarios de música, noticias musicales y entrevistas a artistas, además de otros productos culturales como cine, televisión y literatura. 

## Historia
El medio ha sido descrito como un «referente de la escena independiente argentina». En octubre de 2018 —en celebración de los diez años de su lanzamiento— Indie Hoy organizó un festival musical en Ciudad Cultural Konex, con un line-up compuesto por Louta, Peces Raros, Gativideo, Marina Fages, El Príncipe Idiota, y Tani y Lucía Tachetti.
En 2019, Indie Hoy integró el jurado de los Epica Awards.
Desde septiembre de 2020, Indie Hoy forma parte de Faro, una alianza de medios musicales y culturales iberoamericanos, junto a otras publicaciones como Mondosonoro y Zona de Obras.
En 2021, Indie Hoy fue nominado al premio de «Mejor medio gráfico» en la primera entrega de los Premios Latin Plug.